# Дагенгем-Гітвей (станція метро)
51°32′30″ пн. ш. 0°08′49″ сх. д. / 51.541669444444° пн. ш. 0.14693888888889° сх. д.
Дагенгем-Гітвей (англ. Dagenham Heathway) — станція лінії Дистрикт Лондонського метрополітену. Станція знаходиться у боро Баркінг і Дагенем, Великий Лондон, у 5-й тарифній зоні, між метростанціями Беконтрі та Дагенгем-Іст. В 2017 році пасажирообіг станції — 6.08 млн пасажирів

## Історія
- 12. вересня 1932 — відкриття станції у складі London, Midland and Scottish Railway.

## Пересадки
На автобуси London Buses маршрутів 173, 174 та 175.

## Послуги
| Попередня станція | Лінія | Лінія                           | Лінія | Наступна станція |
| ----------------- | ----- | ------------------------------- | ----- | ---------------- |
| Беконтрі          |       | Лондонське метро Лінія Дистрикт |       | Дагенгем-Іст     |